# Maurice Cornil
Maurice Modeste Cornil (Sint-Gillis, 9 januari 1909 - Elsene, 12 oktober 1969) was een Belgisch advocaat, rechtsgeleerde en hoogleraar aan de Université libre de Bruxelles.

## Biografie

### Familie
Maurice Cornil was een zoon van Léon Cornil, procureur-generaal bij het Hof van Cassatie en hoogleraar aan de Université libre de Bruxelles, en Marguerite Anspach. Hij was een kleinzoon van Modeste Cornil, raadsheer in het Hof van Cassatie en hoogleraar aan de Université libre de Bruxelles, en Armand Anspach, advocaat en volksvertegenwoordiger. Zijn oom Georges Cornil was eveneens hoogleraar aan de Brusselse universiteit. Hij was een neef van Louis Cornil en een achterkleinzoon van Eugène Anspach en Albert Puissant.
Hij trouwde in 1930 in Brussel met Gabrielle Féron (1910-1937), kleindochter van Émile Féron, advocaat en volksvertegenwoordiger. Ze kregen een zoon en een dochter. Hij hertrouwde in 1938 in Elsene met Odette Keiffer (1905-1997), dochter van Jean-Hilaire Keiffer, gynaecoloog en hoogleraar aan de Université libre de Bruxelles. Ze kregen een zoon en een dochter.

### Loopbaan
Cornil liep school aan het atheneum van Sint-Gillis. Hij studeerde rechten aan de Université libre de Bruxelles, waar hij in 1931 met grote onderscheiding afstudeerde.
In 1935 werd hij docent aan het Institut supérieur d'études sociales de l'État in Brussel. Vervolgens werd hij docent aan de Brusselse universiteit. In 1944 werd hij lid van de redactieraad van Journal des tribunaux, wat hij zijn hele leven bleef. In 1947 werd Cornil voorzitter van de Conferentie van de Jonge Balie van Brussel. Van 1948 tot 1951 was hij ook lid van de Raad van de Orde van de Orde van Advocaten. Onder het voorzitterschap van Jean Thévenet was hij secretaris van de Orde en voorzitter van het Bureau voor Juridische Bijstand. In 1964 werd Cornil stafhouder van de balie van Brussel. Hij stelde een verplichte vertegenwoordiging van Vlamingen binnen de Raad van de Orde in, waarbij zij voortaan gereserveerde zetels kregen. In de jaren 1960 was hij naast advocaat ook docent. In 1962 werd hij hoogleraar aan de Brusselse universiteit.
Cornil was tevens voorzitter van de Mouvement contre le racisme, l'antisémitisme et la xénophobie, een vereniging opgericht door joodse verzetsstrijders na de Tweede Wereldoorlog. Vervolgens ijverde ze voor elementaire rechten voor arbeiders uit Zuid-Europese landen die hen in België niet werden erkend. Hij bezocht ook regelmatig oorlogsgewonden, onder meer in Argentinië, Laos, Spanje en Vietnam. Verder was hij lid van talrijke verenigingen die zich bezighielden met mensenrechten en menselijke waardigheid. Zo was hij vicevoorzitter van de Association des juristes démocrates, secretaris van het Centre universitaire de droit social en lid van het uitvoerend comité van Société internationale de droit du travail et de la sécurité sociale.